# Amorphoscelis punctata
Amorphoscelis punctata är en bönsyrseart som beskrevs av Roger Roy 1962. Amorphoscelis punctata ingår i släktet Amorphoscelis och familjen Amorphoscelidae. Inga underarter finns listade i Catalogue of Life.